# Het kind van Maria
Het kind van Maria of Mariakind is een sprookje dat werd verzameld door de gebroeders Grimm in hun Kinder- und Hausmärchen onder nummer KHM3.
Het sprookje is in verschillende drukken van Kinder- und Hausmärchen behoorlijk aangepast, seksuele elementen werden verhuld. De Nederlandse vertaling is op de versie van de laatste Duitse druk gebaseerd.
Alhoewel het sprookje in de top drie van de gebroeders Grimm is gekomen, is het niet erg bekend bij het grote publiek (anders dan bijvoorbeeld Sneeuwwitje, dat het nummer 53 kreeg). Het sprookje is dan ook niet, zoals zoveel sprookjes, in een tekenfilmversie gegoten door Disney.

## Verhaal
Aan de rand van een bos woont een houthakker met zijn vrouw en dochter van drie jaar oud. Door armoede kunnen ze de dochter niet meer voeden en de man gaat met sombere gedachten naar het bos. Dan verschijnt een mooie vrouw, met een stralende of lichtgevende kroon van sterren op haar hoofd. Ze zegt dat ze de Maagd Maria is en de moeder van het kindje Jezus. Ze wil wel voor het dochtertje van de houthakker zorgen en hij stemt toe.
In de hemel heeft het meisje het goed, ze eet suikerbrood en drinkt zoete melk. Ze speelt met engeltjes en heeft gouden kleren. Wanneer ze veertien wordt, vertelt de Maagd Maria dat ze lange tijd op reis gaat en geeft de sleutels van het hemelrijk. De dertiende deur mag niet geopend worden (de andere kamers mogen wel betreden worden), omdat het meisje dan ongelukkig zal worden. Samen met de engeltjes geniet het meisje van de verschillende kamers, ze ontmoet een apostel en wil toch stiekem gluren in de dertiende kamer.
Wanneer ze na een tijdje, tegen de waarschuwingen van de engeltjes in, de dertiende deur opent, kan ze haar nieuwsgierigheid niet weerstaan. Ze ziet de (heilige) drie-eenheid en raakt deze met haar vinger aan. Haar vinger verandert in goud en ze wordt door angst overvallen. Ze vlucht de kamer uit, maar haar vinger blijft van goud, ook al wast en poetst ze hem grondig. Wanneer de Maagd Maria terugkeert van haar reis, vraagt ze of het meisje heeft gezondigd. Het meisje liegt, haar hart bonkt in haar keel en de Maagd merkt dat het gebod is overtreden. Ze vraagt opnieuw of het meisje gezondigd heeft en het meisje liegt weer. De Maagd ziet dan de gouden vinger en het meisje liegt een derde maal, waarna ze in slaap wordt gebracht.
Het meisje ontwaakt alleen in de wildernis en wil roepen, maar kan geen geluid maken. Ze wil wegrennen, maar een doornhaag houdt haar tegen. Ze gaat wonen in een holle boom; wanneer het stormt en regent en in de winter vindt ze er beschutting. Wanneer de zon weer warmte brengt, kruipt het meisje naar buiten. Ze heeft gouden haren, en jaren achtereen zittend voor de boom ervaart ze de ellende van de wereld. Wanneer het jonge groen (de lente of het meisje) weer aan de bomen komt, ontmoet ze een koning die op reeën jaagt en zich door het woeste struikgewas heeft geworsteld. Het meisje, dat niet kan spreken, wordt op een paard gezet en meegenomen naar het kasteel, ze krijgt mooie kleren en alles wat ze maar wenst. Na een poosje trouwen de twee en na een jaar brengt de koningin een zoon op de wereld.
De volgende nacht verschijnt de Maagd Maria. Ze vraagt of het meisje de verboden deur heeft opengemaakt. Het meisje ontkent koppig, alhoewel de Maagd dreigt haar kind af te pakken. Het pasgeboren jongetje wordt meegenomen en het gerucht ontstaat dat de koningin een menseneter is die haar eigen kind heeft gedood. Ze kan hier niets tegen inbrengen, maar de koning gelooft de geruchten niet omdat hij zoveel van haar houdt. Na een jaar baart de koningin weer een jongetje en 's nachts komt opnieuw de Maagd Maria. Als ze schuld bekent, zal Maria haar oudste zoontje teruggeven. Maar als ze in haar zonde volhardt, neemt Maria ook deze pasgeborene mee. De koningin blijft ontkennen en het kind wordt dan ook meegenomen. De volgende ochtend zeggen de mensen hardop dat de koningin haar kind heeft verslonden.
De raadslieden van de koning willen de koningin voor het gerecht brengen, maar de koning houdt te veel van haar en geeft bevel er nooit meer over te spreken. Wordt de zwijgplicht gebroken, dan worden ze gemarteld en gedood. Een jaar later baart de koningin een dochter, een derde maal verschijnt de Maagd Maria en ze neemt de koningin bij de hand en neemt haar mee naar de hemel. Ze toont de oudste kinderen en geeft de koningin de kans haar zonde op te biechten. De koningin ontkent en wordt weer op de aarde gezet, en ook het derde kind wordt van haar afgepakt. Het hele volk roept "Menseneter!" en ze wordt voor het gerecht gesleept en wordt veroordeeld tot de brandstapel. Wanneer het hout is opgestapeld en ze aan een paal is gebonden, toont ze berouw.
Ze krijgt haar stem terug en roept uit: "Ja, Maria ik heb het gedaan." Er komt een regenbui uit de hemel en de regen blust de vlammen. Boven de koningin verschijnt een licht en de Maagd Maria daalt neer met de twee jongetjes en heeft het pasgeboren meisje in haar armen. Wie spijt heeft van zijn zonden en ze bekent, krijgt vergeving. De Maagd Maria geeft de drie kinderen, maakt de tong los en schenkt het geluk voor het hele leven.

## Donkere versie
In Hessen werd ook een donker sprookje verteld dat veel overeenkomsten heeft met het verhaal over het kind van de Maagd Maria.
Hierin wil een vader, die zijn kinderen niet benaderen kan, zich verhangen aan een boom in het bos. Een zwarte jonkvrouw in een zwarte koets belooft hem dan een zak vol goud voor het eerste wat in zijn huis verborgen is. De vrouw van de man is zwanger, maar de moeder geeft niet haar ongeboren kind aan de zwarte jonkvrouw mee, wel haar dochter van twaalf. Deze dochter komt in het prachtige zwarte kasteel van de zwarte jonkvrouw. Na vier jaar opent ze een verboden deur en ziet ze vier lezende jonkvrouwen. Daarop wordt ze door de zwarte jonkvrouw op haar mond geslagen en verstoten.
Ze trouwt met een koning tegen de wil van zijn moeder, en deze moeder neemt haar haar kinderen af. Wanneer ze verbrand zal worden, redt ze de jonkvrouw (zoals in De twaalf broeders (KHM9), De zeven raven (KHM25) en De zes zwanen (KHM49)).

## Achtergronden
- Dit sprookje komt uit Hessen.
- De sprookjes veranderden in de loop der tijd, in oudere drukken van Kinder- und Hausmärchen zijn seksuele elementen duidelijk aanwezig. Ze werden verhuld met symbolen, om de sprookjes zo voor een groot publiek en ook kleine kinderen aantrekkelijk te maken, er zijn talloze interpretaties mogelijk.
- De gebroeders Grimm wezen zelf op de overeenkomsten met het Italiaanse sprookje over een meisje met het gezicht van een geit van Giambattista Basile (het verscheen ook in een boek van Andrew Lang), en Lassie en haar grootmoeder uit Noorwegen uit het Norske Folkeeventyr.
- In veel sprookjes zijn mensen verdoemd als ze niet worden gecremeerd, niet alleen zelfmoordenaars, zo redt de hoofdpersoon in Sprookje van iemand die erop uittrok om te leren griezelen (KHM4) zeven zielen, door de lijken van de galg te halen en "dicht bij" het vuur te zetten (de kleding van de lijken raakt in brand en de jongen vertrekt omdat hij ze dan niet verder kan helpen).
- Kinderen die, al dan niet bewust, verkocht worden voor geld of iets anders (zoals groente uit de tuin van de heks) komen in veel sprookjes voor.
- Een meisje dat zich bedekt met haar haren, omdat ze geen kleding heeft, komt ook voor in de legende van de heilige Agnes en in Oudspaanse romances, zie ook De glazen doodskist (KHM163).
- De verboden deur komt ook voor in De trouwe Johannes (KHM6) en Vleerkens vogel (KHM46). Ook in Blauwbaard, een sprookje dat in oudere uitgaven van Kinder- und Hausmärchen voorkwam, wordt een verboden deur geopend.
- De vergulde vinger komt ook voor in IJzeren Hans (KHM136).
- Het belang van, of niet kunnen of willen, spreken komt voor in De peetoom (KHM42), De dood als peet (KHM44) en Fernand getrouw en Fernand ontrouw (KHM126). Het kan gezien worden als ondankbaarheid, geheimen, bekennen, het (niet) tonen van respect en geruchten.
- Het Bijbelse "Jephtha-motief" komt ook voor in Raponsje (KHM12), Het meisje zonder handen (KHM31), Repelsteeltje (KHM55), De zingende springende leeuwerik (KHM88), De koning van de gouden berg (KHM92), Hans-mijn-egel (KHM108) en De waternimf in de vijver (KHM181).
- Mooie kleren, uiterlijke schijn, het niet omkijken naar anderen en egoïsme komen ook voor in De nieuwe kleren van de keizer.
- De zwijgende moeder komt voor in De twaalf broeders (KHM9), De zeven raven (KHM25), De zes zwanen (KHM49), De anjer (KHM76), De drie vogeltjes (KHM96).
- Sprookjes die zich gedeeltelijk in de hemel afspelen, of waar Petrus als hemelbewaker optreedt, zijn De kleermaker in de hemel (KHM35), Jan Plezier (KHM81), Speelhans (KHM82), De dorsvlegel uit de hemel (KHM112), Het boerke in de hemel (KHM167), Jonkvrouw Maleen (KHM198) en in de kinderlegende De hemelse bruiloft (KHM209).
- De koningin, van wie kinderen worden gestolen, wordt ook beschreven in De zes zwanen (KHM49) en De drie vogeltjes (KHM96).
- Er wordt wel gedacht dat er meerdere Maria's (en kinderen van haar) in dit verhaal voorkomen. Het nieuwsgierige meisje met de gouden vinger die in de wildernis wordt gestuurd, haar eigen dochter met gouden haren (die niet heeft leren spreken) en haar kinderen verliest en de vrouw die alsnog schuld bekent voordat ze sterft. Ze staat voor de moedergodin, de triade en de Schikgodinnen uit de Griekse mythologie; meisje, dame en oude vrouw (verlangen, hebben, verliezen of geboorte, leven en dood) en worden in sprookjes veelal met schijngestalten (van de maan) aangeduid.
- Een leven kan "verkocht worden" voor rijkdom (de moeder die niet heeft leren spreken), men kan een zondig leven hebben (de vader gaat met sombere gedachten naar het bos) of het schatten op waarde (de vrouw op haar sterfbed), maar hoe dan ook volgt de dood.
- De winter is de dood, maar niet het einde want na de winter komt nieuw leven zodra de zon weer gaat schijnen en de lente begint. De witte sneeuw smelt en het jonge groen komt tevoorschijn, waarna de seizoenen elkaar weer zullen opvolgen.
- Reeën staan voor onschuldige dieren, dan wel maagden.
- Als tiener (rond twaalf- of veertienjarige leeftijd) werden meisjes als volwassen beschouwd, rond deze leeftijd worden meisjes vruchtbaar. Als de verboden deur geopend is, denkt het meisje haar gouden vinger verborgen te kunnen houden door te liegen. Maar de gouden vinger wordt toch al snel ontdekt en ze wordt verstoten, het lijkt erop dat ze haar dikke buik niet langer verbergen kon.
- Bomen komen vaak voor in sprookjes, vaak wonen mythologische wezens in (holle) bomen (zie ook Boomheiligdom) of andere planten. Er wordt een verband gelegd met de hallucinogene of pijnstillende werking van planten, het meisje vindt enige verlichting en niet alleen voedsel, ze vindt beschutting in de wildernis in de holle boom en bladeren.
- In het bos scheurt het meisje uit haar kleren, haar buik blijft groeien en ze bevalt en gaat dood. Storm, regen en een "regenbui uit de hemel die de vlammen blust" staan voor weeën en bevalling. Vuur en water, man en vrouw, komen samen en er ontstaat nieuw leven. Ook in Van de wachtelboom (KHM47) wordt een zwangerschap symbolisch beschreven.
- Het meisje dat niet kan spreken wordt later gevonden door een prins. Er zijn veel verhalen over kinderen die in de natuur, soms door dieren, worden grootgebracht (zoals Mowgli). Er bestaan meerdere waargebeurde verhalen over kinderen die zonder ouders zijn opgegroeid, zoals verfilmd in L'Enfant sauvage. Het meisje met de gouden haren zit alleen voor de holle boom, ze heeft van niemand leren spreken.
- Wonen in een holle boom komt ook voor in Broertje en zusje (KHM11), Bontepels (KHM65) en De oude vrouw in het bos (KHM123).
- Er zijn veel overeenkomsten met A Christmas Carol van Charles Dickens. Hierin krijgt een rijke man de kans zijn leven te beteren als in de nacht voor kerst drie geesten langskomen en hem zijn eigen leven (en dat van anderen) tonen.
- Tegenstellingen komen vaak voor in sprookjes: armoede en rijkdom, licht en donker, man en vrouw, jong en oud, vuur en water, leven en dood, de wereld en de hemel, goed en kwaad, bevallen en mensen eten, buiten en binnen, geborgen en verstoten, scheppen en vernietigen, waarheid en fantasie, rennen en niet kunnen lopen, vreugde en verdriet, slapen en ontwaken, stilte en geluid, hard en zacht, of spreken en zwijgen, positief en negatief. Zie ook Yin en yang.
- Er zijn vele verwijzingen naar de tijd en het verstrijken van jaren en seizoenen.
- Een vinger poetsen staat voor een leugen; denk ook aan de uitdrukking iemand een poets bakken. Vingers komen vaker in sprookjes voor, zoals Klein Duimpje of Duimelijntje. Zie ook Vingersprookje.
- In sprookjes worden mensen vaak in slaap gebracht, zoals Sneeuwwitje en Doornroosje. Meestal gebeurt dit door betoverd of giftig voedsel (dan wel een drankje).
- Engeltjes lijken op feeën.
- Vier staat (onder andere) voor de vier seizoenen, getallen kunnen meerdere symbolische betekenissen hebben.
- Kleuren hebben ook een symbolische betekenis.
- Ook Raponsje doet iets wat niet mag en liegt hierover. Ze wordt naar de woestenij verbannen, de heks heeft echt wel door dat ze zwanger is (in de oudste versie van het verhaal vraagt Raponsje waarom haar kleren steeds strakker gaan zitten, later is dit verhuld en verklapt ze zichzelf door te vragen waarom de heks zwaarder is dan de prins als ze haar naar boven trekt in de toren). De prins (die Raponsje zwanger maakte) valt van schrik in een doornstruik en wordt blind, Raponsje bevalt zonder de vader van een tweeling.
- Ongetrouwde, zwangere meisjes werden inderdaad vaak verstoten door de familie en moesten het alleen zien te redden.
- Ook komt kinder-, slaven- of mensenhandel al sinds mensenheugenis voor. Helaas niet alleen in sprookjes en het komt wereldwijd ook nu nog dagelijks voor.
- In De Schone Slaapster in het Bos en Van de wachtelboom (KHM47) worden kinderen gegeten.
- De geduldsteen uit Turkije heeft veel overeenkomsten: ook hier wordt een verboden deur geopend en drie kinderen verdwijnen. De jonge moeder krijgt ook in dit sprookje de schuld, maar haar geduld wordt beloond.
- In de Welshe mythologie wordt Rhiannon, de feeënprinses, beschuldigd van het opeten van haar eigen zoon.